# Крістіна Ріс-Йоганнессен

Крістіна Ріс-Йоганнессен (норв. Kristina Riis-Johannessen) — норвезька гірськолижниця, чемпіонка світу. 
Золоту медаль чемпіонки світу Ріс-Йоганнессен виборола в комадних паралельних змаганнях на світовій першості 2021 року, що проходила в італійській Кортіні-д'Ампеццо.